# رياستن
رياستن هي بحيرة تقع في بلدية هولتولن في مقاطعة سور تروندلاغ، النرويج. البحيرة تقع بالقرب من الحدود مع تيدال و روروس،وتبعد حوالي 25 كيلومتر (16 ميل) شرق ألين / رينبيكا.